# Maniuki (mijanka)
Maniuki (ros. Манюки) – mijanka i przystanek kolejowy w pobliżu miejscowości Maniuki, w rejonie nowozybkowskim, w obwodzie briańskim, w Rosji. Położony jest na linii Briańsk - Homel.